# پروتکل اینترنت از طریق حامل‌های پرنده‌ای
در شبکه‌های کامپیوتری، پروتکل اینترنت از طریق حامل‌های پرنده‌ای (IPoAC) پیشنهادی ظاهراً کاربردی برای انتقال ترافیک پروتکل اینترنت (IP) توسط پرندگانی همچون کبوتر خانگی است. پروتکل اینترنت از طریق حامل‌های پرنده‌ای ابتدا در درخواست توضیح (RFC) ۱۱۴۹ که توسط کارگروه مهندسی اینترنت منتشر شد، توسط دیوید وایتزمن نوشته و در ۱ آوریل ۱۹۹۰ عرضه شد، توصیف گردید.
وایتزمن بهبودی از پروتکل خود را در RFC ۲۵۴۹ با عنوان پروتکل اینترنت از طریق حامل‌های پرنده‌ای با کیفیت سرویس (۱ آوریل ۱۹۹۹) توصیف کرد. بعدها، در RFC ۶۲۱۴ که در ۱ آوریل ۲۰۱۱ منتشر شد و ۱۳ سال پس از معرفی IPv6، برایان کارپنتر و رابرت هیندن تطبیق RFC ۱۱۴۹ برای IPv6 را منتشر کردند.
IPoAC با موفقیت پیاده‌سازی شده است، اما تنها برای ۹ بسته شبکه، با نرخ از اتلاف بسته ۵۵ درصد (به دلیل خطای اپراتور)، و زمان پاسخ بین ۳۰۰۰ ثانیه (۵۰ دقیقه) تا بیش از ۶۰۰۰ ثانیه (۱۰۰ دقیقه). بنابراین، این فناوری از تأخیر بسیار بالا رنج می‌برد.

## پیاده‌سازی در زندگی روزمره
در ۲۸ آوریل ۲۰۰۱، IPoAC توسط گروه کاربران لینوکس برگن، تحت نام CPIP (برای پروتکل اینترنت کبوتر نامه‌بر) پیاده‌سازی شد. آن‌ها ۹ بسته را در فاصله تقریباً ۵ کیلومتر (۳ مایل) ارسال کردند که هر کدام توسط یک کبوتر حمل می‌شد و حاوی یک پینگ (درخواست پژواک ICMP) بود، و ۴ پاسخ دریافت کردند.
```
Script started on Sat Apr 28 11:24:09 2001
$ /sbin/ifconfig tun0
tun0      Link encap:Point-to-Point Protocol
          inet addr:10.0.3.2  P-t-P:10.0.3.1  Mask:255.255.255.255
          UP POINTOPOINT RUNNING NOARP MULTICAST  MTU:150  Metric:1
          RX packets:1 errors:0 dropped:0 overruns:0 frame:0
          TX packets:2 errors:0 dropped:0 overruns:0 carrier:0
          collisions:0
          RX bytes:88 (88.0 b)  TX bytes:168 (168.0 b)

$ ping -c 9 -i 900 10.0.3.1
PING 10.0.3.1 (10.0.3.1): 56 data bytes
64 bytes from 10.0.3.1: icmp_seq=0 ttl=255 time=6165731.1 ms
64 bytes from 10.0.3.1: icmp_seq=4 ttl=255 time=3211900.8 ms
64 bytes from 10.0.3.1: icmp_seq=2 ttl=255 time=5124922.8 ms
64 bytes from 10.0.3.1: icmp_seq=1 ttl=255 time=6388671.9 ms

--- 10.0.3.1 ping statistics ---
9 packets transmitted, 4 packets received, 55% packet loss
round-trip min/avg/max = 3211900.8/5222806.6/6388671.9 ms

Script done on Sat Apr 28 14:14:28 2001

```

این پیاده‌سازی واقعی توسط مارتین بیار، نماینده فرانسوی مجلس، در مجمع ملی (فرانسه) طی بحث‌های مربوط به HADOPI ذکر شد.

## روش‌های دیگر انتقال داده توسط پرندگان
عکاسان فعالیت رودگردی (Rafting) از پیش از کبوترها به عنوان اسنیکرنت برای انتقال عکس‌های دیجیتال روی حافظه فلش از دوربین به اپراتور تور استفاده می‌کنند. در فاصله ۴۸ کیلومتر، یک کبوتر ممکن است بتواند ده‌ها گیگابایت داده را در حدود یک ساعت حمل کند که بر اساس پهنای باند متوسط، حتی با در نظر گیری درایوهای گم‌شده، در مقایسه با استانداردهای اولیه ADSL بسیار مطلوب عمل کرد.
در ۱۲ مارس ۲۰۰۴، یوسی واردی، امی بن‌بسات و گای واردی سه کبوتر نامه‌بر را به فاصله ۱۰۰ کیلومتر فرستادند، «هر کدام ۲۰ تا ۲۲ کارت حافظه کوچک حاوی ۱.۳ گیگابایت را حمل می‌کردند که در مجموع ۴ گیگابایت داده می‌شد.» توان عملی ۲.۲۷ مگابیت بر ثانیه به دست آمد. هدف از این آزمایش اندازه‌گیری و تأیید بهبود نسبت به RFC ۲۵۴۹ بود.
با الهام از RFC ۲۵۴۹، در ۹ سپتامبر ۲۰۰۹، تیم بازاریابی The Unlimited، شرکتی منطقه‌ای در آفریقای جنوبی، تصمیم گرفت مسابقه‌ای طنزآمیز بین کبوتر خانگی‌شان به نام وینستون و شرکت مخابراتی محلی تلکوم آفریقای جنوبی برگزار کند. مسابقه برای ارسال ۴ گیگابایت داده از هوویک به هیل‌کرست، تقریباً ۶۰ کیلومتر (۳۷ مایل) از هم فاصله، بود. کبوتر یک کارت microSD حمل می‌کرد و با خط ADSL تلکوم رقابت کرد. وینستون انتقال داده از طریق خط ADSL تلکوم را شکست داد، با زمان کل ۲ ساعت، ۶ دقیقه و ۵۷ ثانیه از آپلود داده روی کارت microSD تا تکمیل دانلود از کارت. در زمان پیروزی وینستون، انتقال ADSL کمی کمتر از ۴ درصد تکمیل شده بود.
مسابقه کبوتری مشابهی در سپتامبر ۲۰۱۰ توسط وبلاگ‌نویس فناوری (trefor.net) و مدیر فنی شرکت اینترنت Timico، ترفور دیویس، همراه با کشاورز میشل برامفیلد در یورکشایر روستایی انگلستان برگزار شد: تحویل یک ویدیوی پنج‌دقیقه‌ای به خبرنگار BBC در فاصله ۷۵ مایلی در اسگنس. کبوتر (که کارت حافظه‌ای حاوی ویدیوی HD با حجم ۳۰۰ مگابایت از کوتاه کردن موی دیویس را حمل می‌کرد) با آپلود به یوتیوب از طریق اینترنت پرسرعت British Telecom رقابت کرد؛ کبوتر در ساعت ۱۱:۰۵ صبح رها شد و یک ساعت و پانزده دقیقه بعد به لانه رسید در حالی که آپلود هنوز ناتمام بود و یک بار در این مدت ناموفق بوده بود.